# Martin Lima de Faria
Martin Lima de Faria, Martin Bjerknes-Lima de Faria, född 27 oktober 1963 i Lund, är en svensk filmregissör, konstnär, manusförfattare och filmproducent. Han är son till Antonio Lima de Faria.

## Biografi
Martin Lima de Faria gick på naturvetenskaplig linje på Katedralskolan i Lund 1979–1982 där han med Benjamin Bartosch skapade den surrealistiska konstfilmen Äggstas  visad på Jean Sellems Galerie St. Petri i Lund 1982. Efter studier i teoretisk filosofi vid Lunds universitet 1982–1983, praktisk filosofi vid Köpenhamns universitet 1984–1986, filmvetenskap vid Stockholms universitet gick han på Stockholms Filmskola 1986–1988. Med konstfilmen Svart Eld kom han in på Den Danske Filmskole, där han gick på regilinjen 1989–1993. Med examensfilmen Brainstorm vann han första pris vid Cairo Ismailia Internationella filmfestival 1995.
1994–1996 arbetade han som regiassistent på SVT Drama, för Inger Åby på operafilmen Rucklarens väg och för Liv Ullmann i TV-filmen Enskilda samtal.  1996–1999 regisserade han prisbelönta kortfilmer som Främlingen och Betraktaren i samarbete med manusförfattaren Anette Skåhlberg; Betraktaren blev Guldbaggenominerad 1998. Detta skulle blev startskottet för ett nära filmiskt samarbete mellan Skåhlberg och Lima de Faria, de gifte sig även 1997 i Uppsala. Parallellt med kortfilmerna regisserade han Rederiet för SVT, Skilda världar för TV4 och arbetade som kreativ producent på Jarowskij AB med Vänner och fiender. Lima de Faria och Skåhlberg gjorde långfilmen Mamy Blue 1999. I huv'et på en mamma med Tova Magnusson-Norling och Rafael Edholm vann pris i Cambridge Film Festival 2003 och Hjärtslag vann priset Kodak Award och visades i Kodak Showcase vid Filmfestivalen i Cannes 2005. Åren efter kom Vakuum med Shanti Roney och Melinda Kinnaman samt Pigan brinner!, en stumfilm med Maria Kulle, Leif Andrée och Bill Skarsgård och med premiär 2008. 2008–2011 kom fler kortfilmer som En sån här dag och Lima de Faria började skriva manus, bland annat till novellfilmen Pappa, Picasso & jag  med Lia Boysen och Anders Ekborg  och premiärvisad på Göteborgs Int Film festival och därefter i SVT samt på Cannes Int Film Festival Short Film Corner 2009.
2011-2016 skedde ett skifte i Lima de Farias karriär då han i samband med skilsmässa utbildade sig på Konstfack och återvände till fotokonst, konstfilm och installationer. Utställningen med fotokonst av installerade miniatyrer Small People Big Plans (2011), Little Local Heroes (2012) i Sverige följdes av utställningar i USA (2013). Lima de Faria fördjupade sin fotokonst med konstfilmen Little Love med spektakulära slowmotion-sekvenser med installerade miniatyrer, uttagen till Cannes Int Film Festival Short Film Corner 2014. Hans röntgenkonst av den egna kroppen blev anmäld till Strålskyddsinstitutet då han röntgade sig på UAS när han svalt miniatyrer, som sedan blev utställningen Small Swallowed Saviours 2014. En film/utställning av röntgenkonsten i Tokyo ledde till en japansk TV-show kring hans konstnärskap. Internationellt hade han utställningar 2013–2018 i städer som Stockholm, Oslo, Reykjavik, Tokyo, New York, Los Angeles, San Francisco, Iten (Kenya), Berlin och Cannes.
2016 hade han premiär i Cannes på sin interaktiva konstfilm Her Self (i samregi med Judy Lieff), där betraktaren via en rörelsesensor startar en film om betraktande och självbilder, som även visades på New York Fashion Show, Berlin Film Festival Creative Minds 2017 samt på Lydmar Hotel i Stockholm 2017. Skådespelare i Her Self var Maud Karlsson, som också var producent, och som kom han bli hans partner och konstkollega i många samarbeten, som Her Selfie (fortsättningen på Her Self) med beräknad premiär 2021.
2018 gick Lima de Faria utbildningen på Uppsala Innovation Centre och med stöd från Almi och Vinnova skapade han och tekniker Fredrik Borg innovativa konstnärliga visualiseringar, ofta kopplade till humanistiska frågeställningar som utfrysningen och mobbning, i det interaktiva verket Frysta Bubblor Medmänsklig Värme (2017), FN:s Globala Mål i det pedagogiska interaktiva verket The Globe of Action (2018-2020) visad för FN i New York, och som barnafödandet i det interaktiva verket Varsågod, Börja! (2017) med premiär på Island. 
Senast fick han stöd till det koldioxidabsorberande konstverket CO2gether med beräknad premiär 2021.

## Filmografi[3]

### Roller
- 1999 – Mamy Blue – MC-knutte

### Regi
- 1994 – Brainstorm
- 1998 – Betraktaren
- 1998 - Främlingen
- 1999 – Mamy Blue
- 2000 – Skönheten
- 2002 – Befriaren
- 2003 – I huv'et på en mamma
- 2004 – Hjärtslag
- 2005 – Ett litet hjärta
- 2006 – Vakuum
- 2007 – Pigan brinner
- 2009 - Pappa Picasso och jag (manus)
- 2010 - En sån här dag
- 2013 - Little Love
- 2016 - Her Self - a portrait (i samregi med Judy Lieff)
- 2017 - Frozen Bubbles - Human Warmth

### Producent
- 2000 – Skönheten
- 2002 – Befriaren
- 2003 – I huv'et på en mamma
- 2004 – Hjärtslag
- 2006 – Vakuum
- 2007 – Pigan brinner